# Knut Sprengel
Knut Verner Sprengel fram till 1903 Åkerblom, född 6 oktober 1877 i Stockholm, död 1 februari 1926 i Stockholm, var en svensk kemigraf, grafiker och målare. 
Han var son till snickaren Olof August Åkerblom och Emma Mathilda Carlberg samt bror till David Sprengel. Han studerade vid Althins målarskola 1893–1895 och vid Konstakademien 1895–1898 där han 1895-1896 även deltog i Axel Tallbergs etsningskurs. Efter utbildningen blev det studieresor till Tyskland och Italien 1899–1904. Hans konst består huvudsakligen av stadsmotiv från Stockholm och de städer han besökte i Italien.